# Надгробни споменик породице Франца Шпајзера
Надгробни споменик породице Франца Шпајзера је склуптура од белог мермера која представља алегорију туге кроз фигуру жене у седећем положају, одевене у грчку тогу. Склуптура се одликује квалитетном израдом и има уметничке вредности. С обзиром да представља значајну историјску грађевину, проглашен је непокретним културним добром Републике Србије. Налази се у Апатину, под заштитом је Покрајинског завода за заштиту споменика културе Петроварадин. У централни регистар је уписан 16. фебруара 2005. под бројем СК 1887, а у регистар Покрајинског завода за заштиту споменика културе Петроварадин истог дана под бројем СК 109.